# Prigionieri delle pietre
Prigionieri delle pietre (Children of the Stones) è una serie televisiva britannica di genere fantastico del 1977, consistente di 7 episodi da 30 minuti ciascuno, trasmessi in Italia dalla Rai.
La serie è ambientata in un piccolo villaggio dell'Inghilterra, Milbury (in realtà Avebury), circondato da antichi megaliti, nel quale avvengono fenomeni soprannaturali.

## Personaggi e interpreti

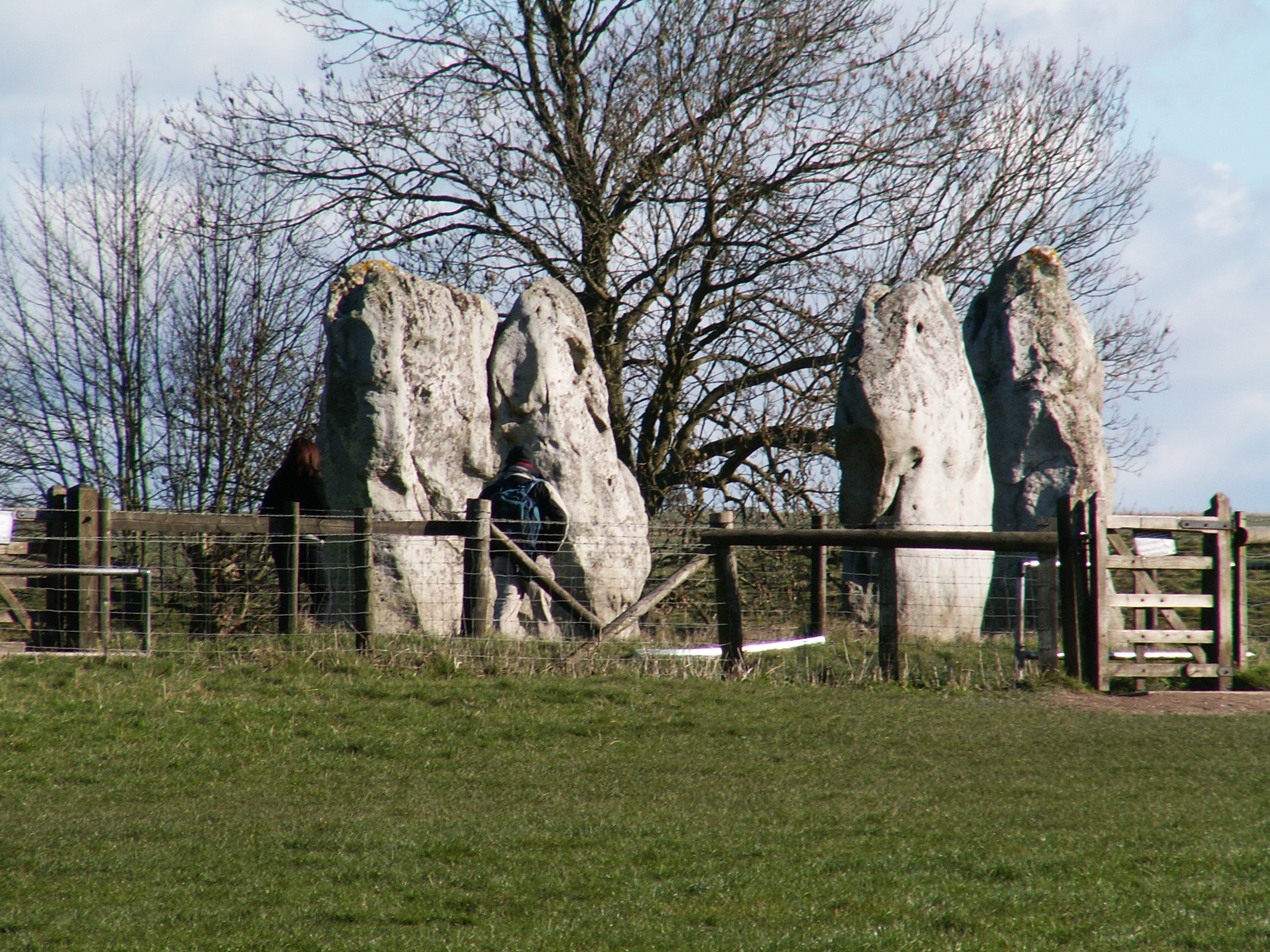
Le pietre di Avebury, il paese dove - con il nome di Milbury - è ambientato il telefilm

- Hendrick: Iain Cuthbertson
- Adam: Gareth Thomas
- Dai: Freddie Jones
- Margaret: Veronica Strong
- Mrs. Crabtree: Ruth Dunning
- Matthew: Peter Demin
- Sandra: Katharine Levy
- Kevin: Darren Hatch
- Jimmo: Gary Lock
- Dr. Lyle: Richard Matthews
- Miss Clegg: June Barrie
- Browning: Hubert Tucker

## Produzione
- Colonna sonora composta da Sydney Sager
- Produttore esecutivo Patrick Dromgoole
- Prodotto e diretto da Peter Graham Scott